# Abel Khaled
Abel Khaled (Luxeuil-les-Bains, 9 novembre 1992) è un ex calciatore francese, di ruolo centrocampista.

## Carriera
Nella stagione 2011-2012 ha giocato 7 partite in Ligue 1 con il Brest.